# Raoul Méquillet
Raoul Méquillet est un homme politique français né le 3 juin 1861 à Lunéville (Meurthe) et décédé le 31 juillet 1919 à Paris.

## Biographie
Né d'une famille protestante et bourgeoise il fait des études de droit et devient avocat à Lunéville. Il épouse la fille de Jules Cordier, ancien député, il est élu conseiller municipal de Lunéville en 1886 comme monarchiste. Il rejoint cependant les républicains en 1898 en soutenant Ernest Bichat aux élections cantonales  et en 1900 il est réélu conseiller municipal sur une liste de gauche et devient adjoint au maire. Il passe ensuite dans l'opposition au conseil contre le maire progressiste. Il se présente en 1906 pour les législatives comme « candidat du Bloc » et proche d'Albert Lebrun, inscrit d'abord au groupe de la Gauche radicale-socialiste avant de préférer la  Gauche radicale durant son second mandat puis, refusant en 1914 de retourner dans le premier groupe qui accueillait des socialistes, il s'inscrit ensuite dans le groupe des Républicains de gauche. Durant la Première Guerre mondiale, il se porte volontaire comme otage durant l'occupation de Lunéville mais il est libéré quelques jours plus tard. Il est aussi conseiller général de Meurthe-et-Moselle.

## Sources
- « Raoul Méquillet », dans le Dictionnaire des parlementaires français (1889-1940), sous la direction de Jean Jolly, PUF, 1960 [détail de l’édition]
- Dir. Jean El Gammal, François Roth et Jean-Claude Delbreil, Dictionnaire des Parlementaires lorrains de la Troisième République, Metz, Serpenoise, 2006 (ISBN 2-87692-620-2, OCLC 85885906, lire en ligne), p. 173